# Liste der Länder ohne Militär

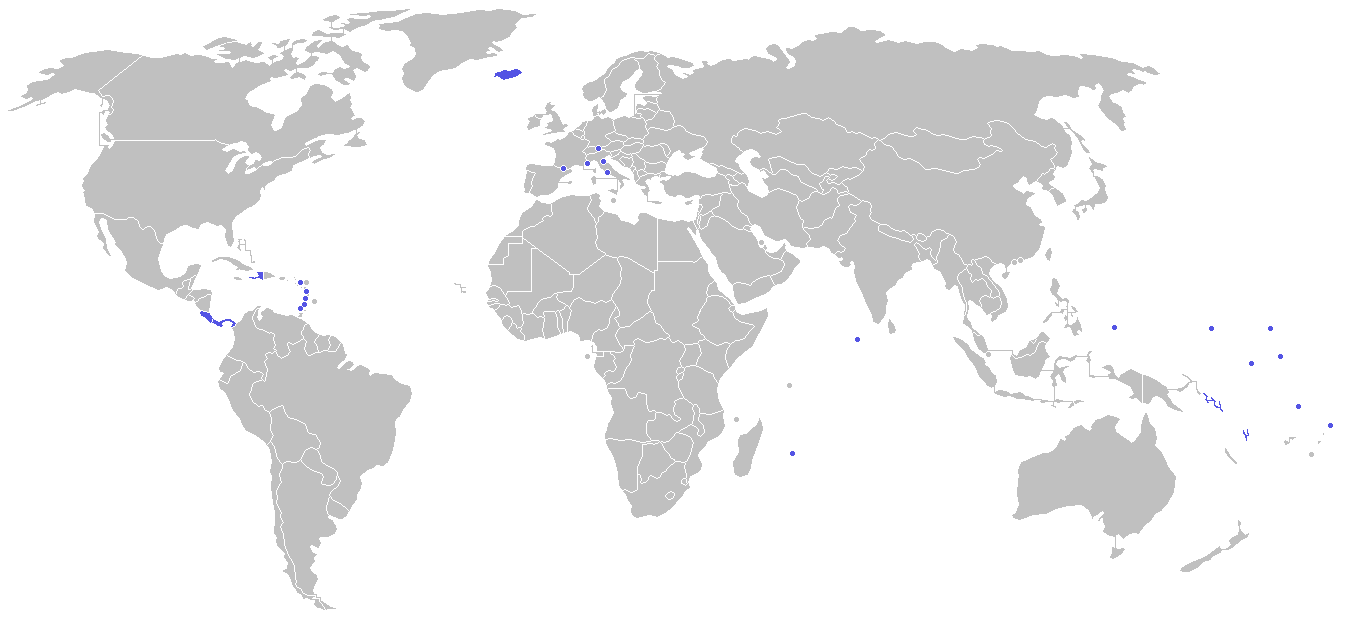
Länder ohne eigenes Militär

Dies ist eine Liste von Staaten ohne Militär.
Es werden nur unabhängige Staaten berücksichtigt und keine abhängigen Gebiete. Es sind rund 25, damit verfügt knapp 1⁄8 aller Staaten der Erde über keine (aktiven) Streitkräfte.
Einige Länder haben einen Demilitarisierungsprozess vollzogen und haben entweder keinerlei Streitkräfte, kein stehendes Heer (Mobilisierung nur im Verteidigungsfall), eine Miliz (Reserveheer) oder eine rein repräsentative Garde. Andere Staaten wurden bereits ohne Armee gegründet. Manche der Staaten arbeiten in einem Verteidigungsbündnis zusammen beziehungsweise haben eine militärische Schutzmacht: Die meisten werden dann von größeren Staaten verteidigt. Dessen ungeachtet verfügen alle diese Staaten über Kräfte für die innere Sicherheit (Polizei), die meist auch paramilitärische Einheiten führt (Spezialeinsatzkommandos, Küstenwache u. a.).

## Liste

### Staaten ohnestehendes Heer
Die folgenden Staaten besitzen entweder gar kein Militär, lediglich eine Polizei/Küstenwache mit paramilitärischen Aufgaben oder ausschließlich eine zeremonielle Gardeeinheit (Stand: 1/2014):
| Land                               | Armee gegründet         | demilitarisiert | Schutzmacht                | Zuständigkeit                  | Bemerkungen |
| ---------------------------------- | ----------------------- | --------------- | -------------------------- | ------------------------------ | --- |
| Andorra                            | 13. Jh. (Sagramental)   | 1993            | Frankreich, Spanien        | Govern (Regierung)             | Sometent (Miliz der Wehrfähigen) im Normalfall für innere Sicherheit und als repräsentative Garde (freiwillig) zuständig. Es existieren seit 3. Juni 1993 Verträge mit Frankreich und Spanien über Unterstützung. |
| Costa Rica                         | ?                       | 1949            | –                          | Consejo de Gobierno (Kabinett) | Die Verfassung verbietet seit 8. Mai 1949 ein stehendes Militär in Friedenszeiten; Die Fuerza Pública (Polizei) kann zur Verteidigung herangezogen werden. Dauernde Neutralität seit 1983. |
| Dominica                           | ?                       | 1981            | Vereinigte Staaten, Kanada | Regional Security System       | Kein stehendes Heer, seit das Militär 1981 mit einem Putsch die Macht übernehmen wollte. Special Service Unit und Verteidigung im Rahmen des RSS. Im Spannungsfall soll die Police Force als Militär dienen. |
| Grenada                            | ?                       | 1983            | Vereinigte Staaten, Kanada | Regional Security System       | Kein stehendes Heer seit der US-Invasion in Grenada 1983. Special Service Unit und Verteidigung im Rahmen des RSS. Im Spannungsfall soll die Royal Police Force als Militär dienen. |
| Island                             | ?                       | ?               | Vereinigte Staaten, NATO   | ?                              | Island hat keine eigene Armee, ist aber NATO-Mitglied. Es gibt ein Verteidigungsabkommen aus dem Jahre 1951 mit den USA (das 1951 Agreement), die von 1951 bis September 2006 einen Militärstützpunkt im Land unterhielten. Island unterhält die Iceland Crisis Response Unit, die Isländische Küstenwache, eine Polizei sowie eine spezielle Polizeieinheit (Víkingasveitin); siehe auch Militärische Situation Islands. |
| Kiribati                           | ?                       | ?               | Australien, Neuseeland     | ?                              | Kiribati unterhält nur eine Polizei und eine Küstenwache, aber kein Militär. |
| Liechtenstein                      | 1342/1719               | 1868            | –                          | ?                              | Nach Auflösung des Deutschen Bundes 1868 aus Kostengründen abgeschafft, da Verpflichtung zur Truppenstellung für das Deutsche Bundesheer entfiel. In Friedenszeiten existiert keine Armee. |
| Marshallinseln                     | ?                       | ?               | Vereinigte Staaten         | ?                              | Die Verteidigung ist die Aufgabe der USA. |
| Mauritius                          | ?                       | 1968            | –                          | ?                              | Ohne Armee seit 1968. Unterhält aber eine Spezialeinheit und eine Küstenwache. |
| Föderierte Staaten von Mikronesien | ?                       | ?               | Vereinigte Staaten         | ?                              | Die Verteidigung ist die Aufgabe der USA. |
| Monaco                             | ?                       | ?               | Frankreich                 | ?                              | Besitzt nur die Schlossgardekompanie für Repräsentationszwecke. Die Verteidigung ist die Aufgabe von Frankreich. |
| Nauru                              | ?                       | ?               | Australien                 | ?                              | Aufgrund eines informellen Abkommens ist die Verteidigung die Aufgabe von Australien. |
| Palau                              | ?                       | 1994            | Vereinigte Staaten         | ?                              | Die Verteidigung ist die Aufgabe der USA; ABC-Freiheit in der Verfassung (1981) |
| Panama                             | ?                       | 1990/94         | –                          | ?                              | Panama schaffte das Militär 1990 ab; dies wurde 1994 durch einen einstimmigen Parlamentsbeschluss für eine Verfassungsänderung bestätigt. Einige Einheiten in der Polizei eignen sich begrenzt zur Kriegsführung. |
| Salomonen                          | ?                       | ?               | ?                          | ?                              | Machte von 1998 bis 2006 einen schweren ethnischen Konflikt durch. Australien und andere Länder griffen schließlich ein und stellten den Frieden und die Ordnung wieder her. |
| Samoa                              | ?                       | ?               | Neuseeland                 | ?                              | Kein stehendes Heer. Die Verteidigung ist die Aufgabe von Neuseeland. |
| San Marino                         | ?                       | ?               | Italien                    | ?                              | Unterhält eine zeremonielle Garde, eine Polizei und eine Grenzwache. Die Verteidigung wird von Italien garantiert. |
| St. Lucia                          | –                       | 1979            | Vereinigte Staaten, Kanada | Regional Security System       | Kein stehendes Heer, Special Service Unit und Verteidigung im Rahmen des RSS. Im Spannungsfall soll die Royal Police Force als Militär dienen. |
| St. Vincent und die Grenadinen     | –                       | 1979            | Vereinigte Staaten, Kanada | Regional Security System       | Kein stehendes Heer, Special Service Unit und Verteidigung im Rahmen des RSS. Im Spannungsfall soll die Royal Police Force als Militär dienen. |
| Tuvalu                             | ?                       | ?               | –                          | ?                              | Hat keine Armee, aber die Polizei unterhält eine Seeüberwachungseinheit. |
| Vanuatu                            | ?                       | ?               | –                          | ?                              | Unterhält eine kleine Spezialeinheit. |
| Vatikanstadt                       | 1506 (Cohors Helvetica) | 1929            | Italien                    | Curia: Secretariatus Status    | Die Landesverteidigung erfolgt inoffiziell durch Italien. Die dauernde Neutralität ist im Lateranvertrag von 1929 festgeschrieben (Art. 24). Die Päpstliche Schweizergarde gehört völkerrechtlich zum Heiligen Stuhl und kann somit nicht als Militär des Vatikanstaats angesehen werden. |

### Staaten, die nur de jure kein Militär besitzen
- Japan: Das Land unterhält nach Artikel 9 seiner Verfassung kein Militär. Jedoch müssen die Selbstverteidigungsstreitkräfte mit insgesamt 247.000 Soldaten de facto als solches angesehen werden.

### Ehemals demilitarisierte Staaten
Nicht hier geführt werden Staaten in den Zeiten nach verlorenen Kriegen oder Eroberung; diese sind unter Besatzungszeit aufgeführt. Die folgenden Länder waren als souveräne Staaten ohne Streitkräfte:
- Haiti: 1996 Auflösung der Forces Armées d'Haïti (FAd'H), die nationale Polizei unterhielt einige militärische Einheiten. Rebellen verlangten die Wiederaufstellung des Heeres. 2011 wurde nach dem großen Erdbeben (2010) wieder eine Force de Défense Haïtienne aufgestellt (vorrangige Aufgabe ist Zivilschutz); auch das Ministère de la Défense wurde wiederhergestellt.[23]